# Galápagosi csúfolórigó
A galápagosi csúfolórigó (Mimus parvulus) a madarak osztályának a verébalakúak (Passeriformes) rendjéhez és a gezerigófélék (Mimidae) családjához tartozó faj.

## Rendszerezése
A fajt John Gould angol ornitológus írta le 1837-ben, az Orpheus nembe Orpheus parvulus néven. Sorolták a Nesomimus nembe Nesomimus parvulus néven is.

## Alfajai
- Mimus parvulus barringtoni (Rothschild, 1898) - Santa Fé sziget
- Mimus parvulus bauri (Ridgway, 1894) - Genovesa-sziget
- Mimus parvulus hulli (Rothschild, 1898) - Darwin-sziget
- Mimus parvulus parvulus (Gould, 1837) - Santa Cruz, Északi-Seymour sziget, Isabela és Fernandina szigetek
- Mimus parvulus personatus (Ridgway, 1890) - Pinta, Marchena, Rábida és Santiago szigetek
- Mimus parvulus wenmani (Swarth, 1931) - Wolf-sziget [2]

## Előfordulása
Ecuadorhoz tartozó Galápagos-szigetek területén honos. Természetes élőhelyei a szubtrópusi vagy trópusi lombhullató erdők, mangroveerdők és cserjések. Állandó, nem vonuló faj.

## Megjelenése
Testhossza 25–26 centiméter.
|  |

## Életmódja
Mindenevő, főleg ízeltlábúak táplálkozik, de nektárt és gyümölcsöket is fogyaszt.

## Természetvédelmi helyzete
Az elterjedési területe kicsi, egyedszáma viszont stabil. A Természetvédelmi Világszövetség Vörös listáján nem fenyegetett fajként szerepel.